# Phytomyza viduata
Phytomyza viduata este o specie de muște din genul Phytomyza, familia Agromyzidae, descrisă de Johann Wilhelm Meigen în anul 1838.
Este endemică în Germania. Conform Catalogue of Life specia Phytomyza viduata nu are subspecii cunoscute.